# Photostomias tantillux
Photostomias tantillux es una especie de pez de la familia Stomiidae en el orden de los Stomiiformes.

## Morfología
Los machos pueden llegar alcanzar los 10,1 cm de longitud total.

## Hábitat
Es un pez de mar y de aguas profundas que vive entre 0-1.058 m de profundidad.

## Distribución geográfica
Se encuentra desde Skikoko (Japón) hasta el este del Pacífico sur.